# Red Dwarf
Red Dwarf är en brittisk komediserie i science fiction-miljö. Serien skapades av Rob Grant och Doug Naylor, under den gemensamma pseudonymen Grant Naylor, och visades på BBC Two åren 1988–1999 samt från 2009 på Dave. Totalt har 13 säsonger med sammanlagt 74 avsnitt spelats in. Efter ett uppehåll på tio år sändes det 2009 tre specialavsnitt som kallas "Back to Earth". 2012 sändes åtta avsnitt, 2016 sex, 2017 ytterligare sex och 2020 hade TV-filmen Red Dwarf: The Promised Land premiär.

## Handling
Serien utspelar sig till stora delar på det enorma, röda rymdskeppet Red Dwarf. Efter en olycka dör hela besättningen utom seriens protagonist Dave Lister, som dock hålls fryst i tiden i tre miljoner år av skeppsdatorn Holly.
Väl uppväckt får Lister sällskap av sin tidigare rumskamrat och överordnade Arnold Rimmer, nu i form av ett hologram.
I synnerhet under de första säsongerna kretsar mycket av humorn i serien kring konflikterna mellan slusken Lister och paragrafryttaren Rimmer. Snart dyker dock även Cat upp, en människoliknande kattvarelse som härstammar från Listers husdjur. Senare tillkommer även mechanoiden Kryten och Kristin Kochanski, Listers ex-flickvän.
De första fem säsongerna utspelar sig på Red Dwarf, medan säsong sex och sju utspelar sig på den lilla skytteln Starbug, efter att Red Dwarf blivit stulen.
I säsong åtta lyckas besättningen upptäcka en nanorobot som stal Red Dwarf och gjort om den till en planet. De får tillbaka Red Dwarf återuppbyggt där de upptäcker att hela den döda besättningen blivit levande igen, inklusive en ny Rimmer. I säsongens sista avsnitt blir Red Dwarf uppäten av ett metallätande virus, Rimmer går till ett reflekterat universum, där allt är tvärtom. Han kommer tillbaka med motgift, men de andra har flytt och Rimmer blir lämnad att dö i rymdstationen.

## Rollista
- Craig Charles - Dave Lister, den enda överlevande människan på skeppet.
- Chris Barrie - Arnold Rimmer, Daves rumskamrat, död och återuppstånden som hologram.
- Danny John-Jules - Cat, den sista överlevande av ett folk av katter som härstammade från Daves katt.
- Norman Lovett - Holly, den nyckfulla skeppsdatorn (säsong 1-2, 7-8, 13).
- Hattie Hayridge - Holly (säsong 3-6).
- Robert Llewellyn - Kryten, den emotionellt labile mechanoiden (säsong 3- ). Kryten medverkade redan i första avsnittet av säsong två, men spelades då av David Ross.
- Chloë Annett - Kristin Kochanski, Daves gamla flamma (säsong 7-8). Kochanski hade tidigare gjort flera gästspel i serien, då spelad av Clare Grogan.

### Gästroller i urval
- Mac McDonald - Kapten Hollister
- Mark Williams - Petersen
- Robert McCulley - McIntyre
- Noel Coleman - Kattpräst
- Craig Ferguson - Confidence
- Lee Cornes - Paranoia
- David Ross - Kryten/Talkie Toaster
- Gordon Kennedy - Hudzen
- Charles Augins - Queeg
- Ruby Wax - Blaize Falconberger
- Maggie Steed - Dr. Hildegarde Lanstrom
- Jane Horrocks - Kommendör Nirvanah Crane
- Don Warrington - Kommendör Binks
- Timothy Spall - Andy
- Lenny Von Dohlen - Polis
- Jenny Agutter - Professor Mamet
- Michael J. Shannon - John F. Kennedy
- Don Henderson - Rogue Simulant
- Gary Martin - Epideme (röst)
- Geraldine McEwan - Cassandra
- Graham McTavish - Ackerman
- Adrian Lukis - Professor Telford
- Helen George - Aniter

## Om serien
Serien rönte, trots sin inledningsvis tydliga lågbudgetprofil, stora publikframgångar och belönades bland annat med en Emmy Award 1994. Det fanns även planer på en amerikansk version, men den kom inte längre än till två pilotavsnitt. 
I Sverige visades serien först på TV4 under titeln Borta i rymden hösten 1990. Den började sedan istället sändas från början på TV2 under originaltiteln, som ett inslag i ungdomsprogrammet PM, med premiär den 21 september 1994. I TV4 visades endast de två första säsongerna, på SVT sändes de första säsongerna i PM fram till 1995 och från våren 1998 fick Red Dwarf sedan en egen programtid, klockan 20 på SVT1. Under 2008 började TV4 Science Fiction återigen sända serien under titeln Borta i rymden.

## Vinjetten
Red Dwarf-temat spelas under eftertexterna av varje avsnitt i serien. Låten skrevs av Howard Goodall och sjungs av Jenna Russell. Serie VI:s DVD-utgåva har en dokumentär med Goodall om musiken i Red Dwarf, inklusive temat. Texten påminner om Dave Listers planer för Fiji (vilka dock har ödelagts genom att han istället har spenderat tre miljoner år ombord på rymdskeppet): "I want to lie, Shipwrecked and comatose, Drinking fresh, Mango juice. Goldfish shoals, Nibbling at my toes, Fun, fun, fun, In the sun, sun, sun."

## Filmen
Planer fanns på att göra en film som skulle spelas in i Storbritannien och i Australien, den var tänkt att spelas in 2005, men på grund av brist på pengar är den endast i förproduktion, trots att Universal Studios ville ta över arbetet. Hur det går är okänt då serieskaparna slutade dyka upp på mässorna.

### Fotnoter
1. ↑  ”Helgalen rymdserie som blivit kult”. Dagens Nyheter. 21 september 1994. http://www.dn.se/arkiv/teater/helgalen-rymdserie-som-blivit-kult/. Läst 19 januari 2017.
2. ↑  https://smdb.kb.se/catalog/search?q=borta+i+rymden+typ%3Atv&sort=OLDEST
3. 1 2  https://smdb.kb.se/catalog/search?q=red+dwarf+typ%3Atv&sort=OLDEST
4. ↑  https://smdb.kb.se/catalog/search?q=red+dwarf+TV4+typ%3Atv&sort=OLDEST